# Paravilla
Paravilla is een vliegengeslacht uit de familie van de wolzwevers (Bombyliidae). De wetenschappelijke naam van het geslacht werd voor het eerst geldig gepubliceerd in 1933 door Painter.

## Soorten
- P. acutula Hall, 1981
- P. albata Hall, 1981
- P. albicera Hall, 1981
- P. apicola (Cole, 1952)
- P. aridula
- P. borea Hall, 1981
- P. californica Hall, 1981
- P. cinerea (Cole, 1923)
- P. consul (Osten Sacken, 1886)
- P. cuniculus (Osten Sacken, 1886)
- P. deserta Hall, 1981
- P. diagonalis (Loew, 1869)
- P. edititoides (Painter, 1933)
- P. emulata (Painter, 1962)
- P. ephebus (Osten Sacken, 1886)
- P. extremitis (Coquillett, 1902)
- P. flavipilosa (Cole, 1923)
- P. floridensis Hall, 1981
- P. fulvicoma (Coquillett, 1887)
- P. fumida (Coquillett, 1887)
- P. fumosa Hall, 1981
- P. hulli Hall, 1981
- P. imitans Hall, 1981
- P. inatra Hall, 1981
- P. lacunaris (Coquillett, 1892)
- P. macneilli Hall, 1981
- P. mercedis (Coquillett, 1887)
- P. montivaga Hall, 1981
- P. nigrofemorata Hall, 1981

- P. nigronasica (Painter, 1933)
- P. opaca Hall, 1981
- P. painterorum Hall, 1981
- P. palliata (Loew, 1869)
- P. pallida Hall, 1981
- P. parasitica Hall, 1981
- P. parvula Hall, 1981
- P. perplexa (Coquillett, 1887)
- P. separata (Walker, 1852)
- P. spaldingi (Painter, 1933)
- P. splendida Hall, 1981
- P. syrtis (Coquillett, 1887)
- P. texana Hall, 1981
- P. tricellula (Cole, 1952)
- P. vastus (Coquillett, 1892)
- P. vigilans (Coquillett, 1887)
- P. winburni Hall, 1981
- P. xanthina (Painter, 1933)